# Szałwia okręgowa
Szałwia okręgowa (Salvia verticillata L.) – gatunek rośliny wieloletniej  należący do rodziny jasnotowatych. Występuje w środkowej i południowej Europie oraz w zachodniej Azji i na Kaukazie. Dość pospolity na terenie Polski, w północnej części przeważnie jako gatunek zawleczony (kenofit, efemerofit).

## Morfologia

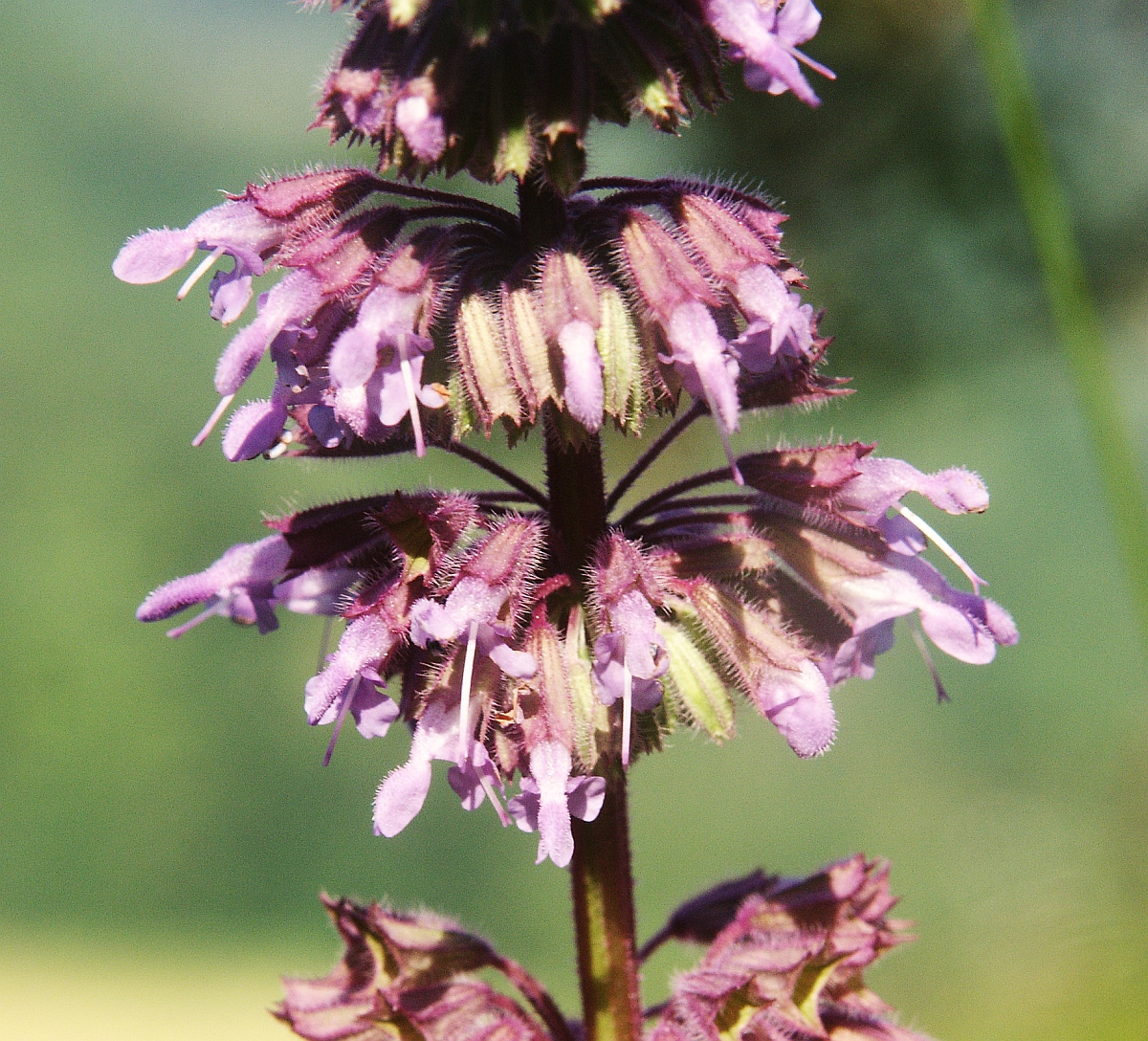
Kwiatostan

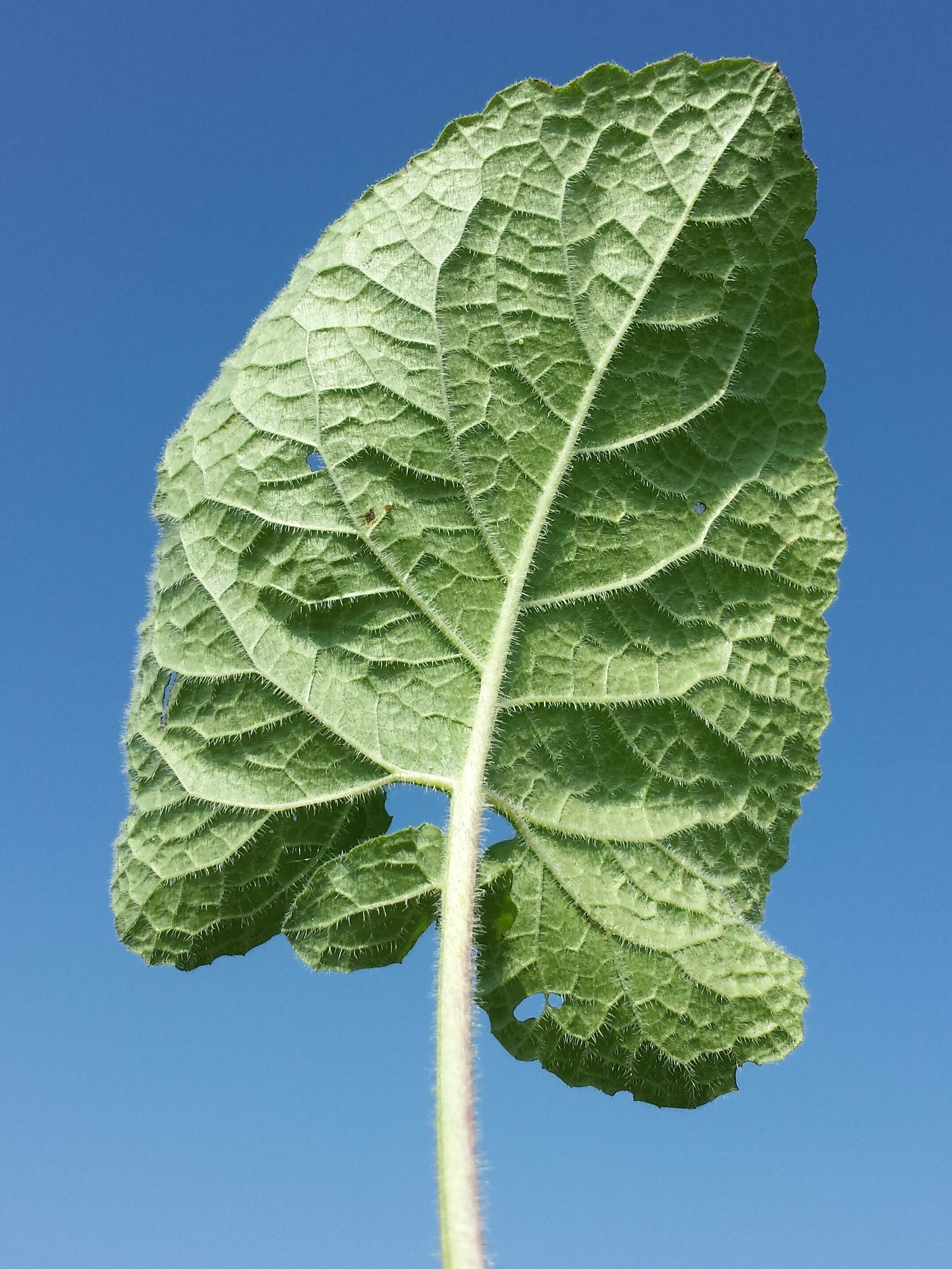
Liść

ŁodygaWzniesiona, prosta, o wysokości 30–60 cm (wraz z kwiatostanem). Jest odstająco owłosiona, górą zwykle rozgałęzia się.
LiścieUlistnienie nakrzyżległe. Liście trójkątnie sercowate, o blaszce brzegiem nierówno karbowano-ząbkowanej. Dolne mają długie ogonki, górne są niemal siedzące. Są krótko owłosione.
KwiatyWyrastają w okółkach po 15–30. Dzwonkowatojajowaty kielich jest dwuwargowy, dwubocznie symetryczny. Korona wyraźnie dwuwargowa, jasnoniebieskofioletowa, z pierścieniem włosków wewnątrz. Jej górna warga o przewężonej nasadzie jest ruchomo połączona z wargą dolną. W środku korony jeden słupek z szyjką osadzoną w nasadzie zalążni i dwa jednopylnikowe pręciki, przy czym jeden z nich jest krótszy i przekształcony w rozszerzony trzonek.
OwoceJajowate rozłupki.

## Biologia i ekologia
Bylina, hemikryptofit. Roślina miododajna, owadopylna, wytwarzająca dużo nektaru. Kwitnie od czerwca do sierpnia. Występuje na suchych zboczach, przydrożach, nasypach kolejowych, w zaroślach, czasami jako chwast w uprawach rolnych. W klasyfikacji zbiorowisk roślinnych gatunek charakterystyczny dla O. Festucetalia valesiacae  i wyróżniający dla zespołu roślinności Salvio-verticillatae-Artemisietum.